# Hausweiler
Hausweiler ist eine Ortsgemeinde im Landkreis Kusel in Rheinland-Pfalz. Sie gehört der Verbandsgemeinde Lauterecken-Wolfstein an.

## Geographie
Hausweiler liegt westlich des Glans in der Westpfalz. Im Norden befindet sich Grumbach, im Osten Lauterecken und im Süden Wiesweiler.

## Geschichte
Der Ort wurde etwa 1300 erstmals urkundlich erwähnt.
1816 kam der Ort zum Fürstentum Lichtenberg, einer neugeschaffenen Exklave des Herzogtums Sachsen-Coburg-Saalfeld beziehungsweise ab 1826 des Herzogtums Sachsen-Coburg und Gotha. Mit diesem fiel er 1834 an Preußen, das aus diesem Gebiet den Landkreis Sankt Wendel schuf. Nach der Abtrennung des Hauptteils an das neugeschaffene Saargebiet entstand 1920 der Restkreis Sankt Wendel-Baumholder, zu dem der Ort bis 1937 gehörte, als er in den Landkreis Birkenfeld eingegliedert wurde. 1969 wurde er in den Landkreis Kusel umgegliedert.

## Politik

### Bürgermeister
Wolfgang Maurer ist seit 2004 Ortsbürgermeister von Hausweiler.

## Wirtschaft und Infrastruktur
Im Norden verläuft die Bundesstraße 270. In der Nachbargemeinde Lauterecken ist ein Bahnhof der Lautertalbahn.